# دانشگاه مطالعات خارجی توکیو
دانشگاه مطالعات خارجی توکیو که اغلب به عنوان TUFS نامیده می‌شد، دانشگاهی تحقیقاتی متخصص در فوچو، توکیو، ژاپن است. TUFS در درجه اول به زبان خارجی، امور بین‌الملل و مطالعات خارجی اختصاص داده شده است. همچنین ویژگی‌های یک مؤسسه آسیایی و آفریقایی را دارد.